# Atanase Sciotnic
Atanase Sciotnic   (Mila 23, 1 de març de 1942 - 5 d'abril de 2017) fou un piragüista romanès que va competir durant les dècades de 1960 i 1970.
El 1964 va prendre part en els Jocs Olímpics d'Estiu de Tòquio, on va guanyar la medalla de bronze en la prova del K-4 1.000 metres del programa de piragüisme. Formà equip amb Simion Cuciuc, Mihai Ţurcaş i Aurel Vernescu. Quatre anys més tard, als Jocs de Ciutat de Mèxic, fou sisè en la prova del K-4 1.000 metres. La tercera, i darrera, participació en uns Jocs fou el 1972, a Múnic, on guanyà la medalla de plata en la prova del K-4 1.000 metres. Formà equip amb Aurel Vernescu, Mihai Zafiu i Roman Vartolomeu.
En el seu palmarès també destaquen nou medalles al Campionat del Món de piragüisme en aigües tranquil·les, quatre d'or, dues de plata i tres de bronze, entre el 1966 i el 1974. Al Campionat d'Europa de rem guanyà deu medalles, tres d'elles d'or.